# Placynthium garovaglioi
Placynthium garovaglioi är en lavart som först beskrevs av Abramo Bartolommeo Massalongo, och fick sitt nu gällande namn av Gustaf Oskar Andersson Malme. Placynthium garovaglioi ingår i släktet Placynthium, och familjen Placynthiaceae. Arten är reproducerande i Sverige.